# سولي مونتاري
سليمان علي «سولي» مونتاري (بالإنجليزية: Sulley Muntari) (مواليد 27 أغسطس 1984 في كونوغو، غانا) هو لاعب كرة قدم غاني سابق، مسلم الديانة.
بدأ مسيرته الكروية مع نادي لبرتي بروفيشنال في موسم 2001–02، وفي عام 2002 لعب مع نادي أودونيزي الإيطالي. ثم لعب لصالح نادي بورتسموث الإنجليزي حتي عام 2008 حيث انتقل ألى نادي إنتر ميلان الإيطالي ثم قام الإنتر بإعارته إلى نادي سندرلاند الإنجليزي من يناير 2011 إلى يونيو 2011. في 27 يونيو 2015 أعلن نادي الاتحاد السعودي تعاقده مع الدولي الغاني. ثم انتقل من الاتحاد السعودي في 2017 إلى نادي بيسكارا الإيطالي وقد بدأ باللعب مع منتخب غانا لكرة القدم في عام 2002.

## روابط خارجية
- سولي مونتاري على موقع الاتحاد الدولي (مؤرشف)  (الإنجليزية)
- سولي مونتاري على موقع الاتحاد الأوربي (الإنجليزية)
- سولي مونتاري على موقع قاعدة بيانات كرة القدم.إي يو (الإنجليزية)
- سولي مونتاري على موقع ليكيب (الفرنسية)
- سولي مونتاري على موقع ناشيونال فوتبول تيمز (الإنجليزية)
- سولي مونتاري على موقع Soccerbase.com (لاعب) (الإنجليزية)
- سولي مونتاري على موقع Soccerway.com (الإنجليزية)
- سولي مونتاري على موقع عالم كرة القدم.نت (الإنجليزية)
- سولي مونتاري على موقع كووورة
- سولي مونتاري على موقع AS.com (الإسبانية)